# Daniel Rojas Pachas
Daniel Rojas Pachas (Lima, 1983) è uno scrittore, editore e ricercatore cileno.
È il direttore di Cinosargo Ediciones e autore dei saggi Realidades Dialogantes e El arte de la cháchara, nonché dei romanzi Random, Video killed the radio star e Rancor.

## Biografia
Nato nel 1983, è cresciuto tra Lima e Arica. Si è laureato in Pedagogia e Comunicazione e ha conseguito un Master in Scienze della Comunicazione presso l'Università di Tarapacá. Ha conseguito un diploma post-laurea in Letteratura ispanoamericana presso l'Università di Guanajuato. Dopo otto anni di produzione letteraria e gestione culturale in Messico, si è trasferito in Belgio, dove dirige la casa editrice Cinosargo. Affiliato all'Università KU Leuven, conduce ricerche sulla narrativa di Enrique Lihn e Roberto Bolaño. Ha pubblicato libri e articoli sul primo e sulla sua trilogia del potere e ha tenuto conferenze in Cile, Italia, Belgio, Francia, Cina e Finlandia. Ha pubblicato le raccolte poetiche Gramma, Carne, Soma, Cristo Barroco e i romanzi Tremor, Random, Video Killed the radio star e Rancor. È membro del collettivo Pueblos Abandonados, creato nel 2013 con Oscar Barrientos Bradasic, Marcelo Mellado, Rosabetty Muñoz e Yanko González.
A proposito della sua opera poetica, la vincitrice del Premio Nazionale di Letteratura del Cile 2024 Elvira Hernández ha sottolineato: "Passato attraverso il setaccio autobiografico quasi picaresco, da qualche risorsa non legata alla fantascienza, si troverà anche dall'altra parte della referenzialità. Daniel Rojas Pachas conosce le vicissitudini di questa autorità un tempo eroica: la storia del peccato di originalità perduta, la cancellazione, l'azzeramento, il decentramento, la polverizzazione".
La critica cilena Patricia Espinosa ha detto della narrazione di Rojas Pachas in Las últimas noticias: “Rojas Pachas costruisce con rigore e profondità una trama il cui vettore centrale è la violenza incorporata nella parte più profonda del tessuto sociale. Random riesce a creare un repertorio di microfinzioni attraverso le quali il male avanza senza essere contemplato, contaminando persino la figura dello scrittore”.
Il suo romanzo Random è stato considerato uno dei cinque migliori libri pubblicati nel 2014, ha vinto la Borsa di Creazione Letteraria del Fondo del Libro del Ministero della Cultura, delle Arti e del Patrimonio del Cile ed è stato oggetto di studio da parte del mondo accademico cileno. Nel 2013, Pachas è stato antologizzato insieme ad Alejandro Zambra, Nona Fernández e Mike Wilson nel libro “.CL textos de frontera” dell'Università Alberto Hurtado. Nel 2014 ha fatto parte del libro Chronicles: “Ciudad Fritanga” insieme ad autori come Lina Meruane e Jorge Baradit. Nel 2021 è stato antologizzato nel libro di racconti latinoamericani contemporanei “Bajo la soledad del Neon” insieme a Guadalupe Nettel e Liliana Colanzi. Nel 2023 presenta alla Fiera Internazionale del Libro di Guadalajara il suo saggio dedicato a Manuel Scorza nel libro Olafo y los amigos pubblicato in Messico dall'Istituto Culturale del Governo di Guanajuato.